# Parviz Chahbazov
Pour les articles homonymes, voir Chahbazov.
Parviz Ogtay oglu Chahbazov (azeri: Pərviz Oqtay oğlu Şahbazov), né le 24 novembre 1969 à Bakou, est un homme politique azerbaïdjanais, ministre de l'Énergie de la République d'Azerbaïdjan. 

## Formation
En 1992, il est diplômé de l'Académie nationale du pétrole d'Azerbaïdjan, faculté d'économie et d'organisation de l'industrie pétrolière et gazière.

## Carrière
À partir de 1990, il commence sa carrière diplomatique en tant que stagiaire au département des relations économiques internationales du ministère des Affaires étrangères de la République d'Azerbaïdjan.
En 1992-1996, il travaille comme attaché à l'ambassade de la République d'Azerbaïdjan en République fédérale d'Allemagne. En 1996-2001, il est chargé des fonctions de deuxième secrétaire, premier secrétaire, chef de division et chef adjoint du département pour l'Europe, les États-Unis d'Amérique et le Canada du ministère des Affaires étrangères de la République d'Azerbaïdjan.
En 2001-2005, il occupe le poste de conseiller et plus tard de chargé d'affaires à l'ambassade d'Azerbaïdjan en République d'Autriche.
En 2005, il est président du Forum pour la coopération en matière de sécurité de l'OSCE.
En 2005, il est nommé Ambassadeur Extraordinaire et Plénipotentiaire de la République d'Azerbaïdjan en République Fédérale d'Allemagne et occupe ce poste pendant 11 ans jusqu'en 2016.
De 2016 à 2017, il est au poste d'ambassadeur itinérant du ministère des Affaires étrangères de la République d'Azerbaïdjan.
Le 12 octobre 2017, il est nommé ministre de l'Énergie de la République d'Azerbaïdjan,.

## Vie privée
Parviz Chahbazov est marié, père de deux enfants.